# علم الإنسان التقني

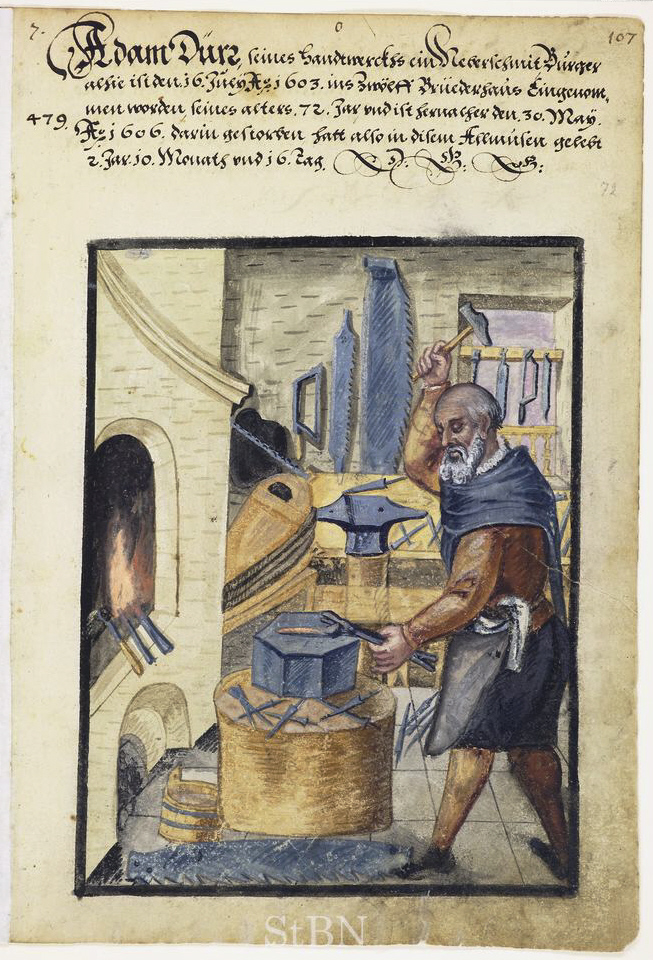
صورة حداد في العمل، نورنبرغ حوالي عام ١٦٠٦.

علم الإنسان التقني (بالإنجليزية: Anthropology of technology) مجال دراسي فريد ومتنوع ومتنامٍ، يشترك كثيرًا مع التطورات المماثلة في علم اجتماع وتاريخ التقنية. أولاً، هناك رفض متزايد للنظر إلى دور التقنية في المجتمعات البشرية على أنه نتيجة حتمية ولا رجعة فيها لـ "منطق داخلي" مزعوم لتقنية معينة. وثانياً، يتركز الاهتمام على العوامل الاجتماعية والثقافية التي تشكل تطور تقنية معينة وتأثيرها في المجتمع. ومع ذلك، يعرف علم الإنسان التقني التقنية على نحو أوسع بكثير من علماء الاجتماع ومؤرخي التقنية.
لا يشمل علم الإنسان التقني دراسة عمليات ومنتجات العلوم والهندسة الحديثة فحسب، بل يشمل أيضًا تقنيات المجتمعات صغيرة النطاق (مثل نسج السلال وصناعة القوس والسهم)، وتقنيات الماضي التي لا يمكن استردادها إلا من خلال علم الآثار. من الناحية المنهجية، يشترك علم الإنسان التقني كثيرًا مع دراسات العلوم والتقنية، حيث توظف عادةً منهجيات العمل الميداني المكثف لفهم التشكيل الاجتماعي والثقافي للمصنوعات والأنظمة التقنية. قد يشمل هذا نهجًا ظاهراتيًا: كيف يشعر الناس ويرون ويحسون ويشمون ويدركون من خلال الجسد أثناء ممارسة التقنية واستخدام المنتجات. يؤكد علم الإنسان التقني أيضًا على المهارة الجسدية والمعرفة العملية؛ فلا يمكن ممارسة التقنية دون ذاكرة العضلات التي توجد خارج التعلم العقلي. مما يميز علم الإنسان، التأثير المتزايد لنظرية علم الإنسان التقني في علم الآثار، وهو تطور يثير تساؤلات نقدية بخصوص النظريات الراسخة منذ فترة طويلة حول التطور الثقافي. إضافة إلى ذلك، غالبًا ما يستلهم باحثو علم الإنسان التقني مفاهيم ونظريات أنثروبولوجية غير معروفة جيدًا لعلماء دراسات العلوم والتقنية؛ ومن الأمثلة على ذلك استخدام برايان بفافنبرغر لنظرية الدراما الاجتماعية لفيكتور تيرنر في صياغة نظريته عن الدراما التقنية. ولكن الاتجاه العام هو التقارب بدلاً من التمايز، حيث يتجاوز علماء دراسات العلوم والتقنية وعلماء الأنسان ومؤرخو التقنية بشكل متزايد الخطوط التأديبية في بناء منظور أكبر وأكثر ثراءً للأنشطة التقنية البشرية.
على الرغم من أن معظم باحثي علم الإنسان التقني يواصلون استخدام مصطلح "التقنية"، فإن الاستخدام الحديث للمصطلح غالبًا ما يشير إلى المنتجات التقنية للعصر الصناعي الحديث. وبالتالي، يرى بعض علماء الأنسان أن هذا المصطلح يتعارض مع فهم الأبعاد الاجتماعية والثقافية للتقنية في المجتمعات غير الصناعية. إحدى "الأساطير التقنية" الحديثة أو الرواية السائدة حول تقنية المعلومات هي "الحتمية التقنية"، وهي الاعتقاد بأن التقنية الأكثر كفاءة (كفاءة من حيث أقل وقت وطاقة وتكلفة مطلوبة) ستنتصر حتمًا على منافسيها. هذا أدى إلى دعوات لـ "إنهاء استعمار" مثل هذه الأساطير التقنية، وخاصة تلك المستمدة من العالم الغربي، التي تشير عالميتها إلى "تجانس مجموعة غير متجانسة من الممارسات الثقافية العالمية".
يفضل علماء الأنسان التقني، وهم يدرسون الأنشطة التقليدية مثل صناعة الفخار واستخدامه، التحدث عن التقنيات أو المهارات. ومع ذلك، وكما أثبت مؤرخو وعلماء اجتماع التقنيات الحديثة بشكل قاطع، فإن هذه الأساطير عن الحتمية التقنية غير قابلة للتطبيق على قدم المساواة على ممارسات العلوم والهندسة الحديثة. تحكم العديد من الممارسات التقنية الحديثة التفضيلات الاجتماعية بدلاً من الكفاءة البحتة؛ على سبيل المثال، اضمحلال السيارة الكهربائية الفعالة والعملية لصالح السيارة التي تعمل بالغاز في العقود الأولى من القرن العشرين.

## تاريخ علم الإنسان التقني
ركز علماء الإنسان في القرن التاسع عشر على التقنية بصفتها آلية لتصنيف المجتمعات البشرية وترتيبها. كان الافتراض الشائع أن الاختراعات والاكتشافات تساهم في رفع مستوى المجتمعات من الظروف البدائية والبسيطة و"الهمجية" إلى الحضارات المعقدة، ومثال ذلك يتجلى في عمل لويس هنري مورغان. تركز النقاش حول ما إذا كانت ممارسة تقنية معينة اكتُسبت عبر الاختراع، أو الانتشار، أو الهجرة. واقتنت متاحف علم الأعراق القطع الأثرية لإظهار مراحل التطور الثقافي. وقد عارض علماء الإنسان في أوائل القرن العشرين هذه النظرة، مشيرين إلى تعقيد المجتمعات غير الحكومية في شمال غرب كندا وجزر تروبرياند. وقد انتقد برونيسواف مالينوفسكي "الحماس التقني" لعلماء الأعراق، مصرًا على ضرورة دراسة التقنيات في مثل هذه المجتمعات بشكل شمولي، كجزء من تشكيل معقد ومتشابك، من أجل وضع علم الإنسان على أساس علمي أكثر. ومع ذلك، شهدت العقود التالية في البلدان الناطقة بالإنجليزية تراجع دراسات الثقافة المادية إلى متاحف علم الأعراق، حيث فضل علماء الإنسان دراسة الثقافات بوصفها نتاجًا ذهنيًا. ونُظر إلى التقنية على أنها مجال منفصل إلى حد كبير عن الثقافة.

### التأثير الفرنسي
جرت الخطوات الأولى نحو علم الإنسان التقني الحديث على يد علماء إنسان فرنسيين، وقد عكست حركة القرن العشرين الابتعاد عن المصنوعات المقطوعة عن سياقها إلى العمليات التقنية. وبداية من منتصف ثلاثينيات القرن الماضي، لاحظ مارسيل موس وتلميذه أندريه ليروي جورهان أن تقنيات صناعة الأشياء التي تتضمن إيماءات جسدية متعلمة اجتماعيًا تُعد مولدات قوية للمعنى، تنافس الطقوس الدينية. ومن هذا التقليد تطورت منهجية، تميزت في البداية بها الأنثروبولوجيا الفرنسية للتقنيات، مركزة على "سلسلة العمليات"، وهي تسلسل الإجراءات والإيماءات التقنية المتضمنة في إنتاج قطعة أثرية. وبداية من سبعينيات القرن الماضي، لاحظ عالم الإنسان الفرنسي بيير ليمونييه، متأثرًا جزئيًا بالعمل الرائد في تاريخ وعلم اجتماع التقنية، أن مكونات سلسلة العمليات تشمل بعض المكونات "الاعتباطية" التي ليست ضرورية بشكل صارم لضمان نتيجة ناجحة. وقد عزا ليمونييه وغيره من العاملين في المدرسة الفرنسية "التقنيات والثقافة" مثل هذه المكونات إلى خيارات تقنية تعكس عوامل اجتماعية وثقافية أوسع. ومع ذلك، ظل عمله الرائد، ومعظمه مكتوب بالفرنسية، غير متاح إلى حد كبير لعلماء الإنسان الأنجلو-أمريكيين. ومع ذلك، قدم الأخيرون مساهمات كبيرة في فهم الآثار الاجتماعية لمختلف العمليات الإنتاجية مثل الري، وصيد الأسماك، والتعدين، والصناعة. ولكن معظم علماء الإنسان الناطقين بالإنجليزية درسوا نتائج هذه العمليات، وأظهروا اهتمامًا ضئيلًا بفحص التقنيات نفسها من وجهة نظر أنثروبولوجية. وفي الوقت نفسه، عبر بعض علماء الإنسان الأنجلوفونيين، ومثالهم مارفن هاريس و"ماديته الثقافية"، عن وجهة نظر الحتمية التقنية التي ترى أن اعتماد عملية تقنية معينة يؤدي حتمًا إلى نتيجة اجتماعية وثقافية معينة.

## التطورات الحديثة
شهدت ثمانينيات وتسعينيات القرن الماضي تطوراً كبيراً في علم الإنسان التقني، ويعود الفضل في ذلك جزئياً إلى التطورات الرائدة في تاريخ وعلم اجتماع التقنية. في عام 1988، ركز برايان بفافنبرغر على معاني التقنيات في تعريف علماء الإنسان بأعمال علماء الاجتماع والمؤرخين في مجال التقنية مثل تريفور بينش، وفيبي بيكر، وتوماس هيوز، الذين جادلوا جميعاً بأن المعاني الثقافية تشكل بعمق تكوين القطع الأثرية والأنظمة التقنية: إذا كانت التقنية هي في جوهرها مجموعة من المعاني والسلوكيات الاجتماعية - وهي نقطة أكدها هؤلاء العلماء بشكل قاطع - فإن تأثير التقنية هو نتيجة لمجموعة من السلوكيات الاجتماعية على مجموعة أخرى. التقنية هي الثقافة، نسيج متكامل من الأنشطة والمواد والمعتقدات. وفي عام 1992، نشر بيير ليمونييه كتاب "عناصر في أنثروبولوجيا التقنية"، وهو عمل لم يقدم فقط العاملين الناطقين بالإنجليزية إلى مدرسة "التقنيات والثقافة" بل جادل أيضاً بأن التشكيل الثقافي للأنشطة التقنية يحدث عبر كامل نطاق النشاط التقني البشري، ممتداً من صناعة الفؤوس الحجرية إلى تصميم الطائرات المقاتلة في القرن العشرين.
أُجريت بعض أكثر الأعمال إثارة للاهتمام في علم الإنسان التقني في مجال تعدين الحديد في أفريقيا جنوب الصحراء الكبرى، حيث كانت ممارسة صهر/تشكيل الحديد المحلية سائدة في العديد من المناطق في ذاكرة المخبرين. توضح العديد من هذه الدراسات الخط الفاصل غير الواضح بين القطع الأثرية "النفعية" و"التعبيرية"، والطبيعة المعقدة لتبني التقنيات الجديدة، ودور النوع الاجتماعي والطقوس، ودور التقنيات الجديدة في صعود المركزية السياسية. وركز علماء آخرون على "مجتمعات الممارسة"، والتنظيم الاجتماعي للحرفيين، وكيفية انتقال المعرفة إلى الجيل التالي، والشبكات الاجتماعية المتعددة للحرف التي قد تتقاطع مع العلاقات الاجتماعية الأخرى. ويركز آخرون على السياقات الاجتماعية المختلفة لتبني تقنية جديدة؛ على سبيل المثال، درس كيم كيف أثرت استراتيجيات النخبة المختلفة في فترة البرونز في الدنمارك وجنوب كوريا على تبني إنتاج الحديد.

## التطبيقات الأثرية لعلم الإنسان التقني
عمل معظم مؤرخي وعلماء اجتماع التقنية في المجتمعات الصناعية، حيث تتوافر معلومات وفيرة عن أفكار ودوافع متبنيي التقنيات الجديدة ومستخدميها، وحيث يمكن تقييم الآثار الاجتماعية للتقنيات الجديدة. ولكن كيف يمكن تحقيق ذلك بالنسبة للماضي الأثري، حيث كل ما يمتلكه علماء الإنسان هو البقايا المادية للقطع الأثرية؟ تسمح بعض المناهج على الأقل ببعض التقريبات للملاحظات بالمشاركة. تعتمد هذه المناهج على مفهوم الخيارات التقنية، وهي الفكرة القائلة بأن أي منتج تقني يمكن تصنيعه واستخدامه بطرق متنوعة. يمكن اختيار الخيارات التقنية من بين القرارات المتعلقة بالمواد الخام، والأدوات المستخدمة لتشكيل المواد الخام، ومصادر الطاقة، والتقنيات المستخدمة لمعالجة المواد، و"سلسلة العمليات" التي أنتجت القطعة الأثرية. على سبيل المثال، يوضح مقال لأوتاواي جميع أنواع الخيارات التقنية الممكنة في إنتاج المعادن القائمة على النحاس، ويربط هذه الخيارات بالعمليات الثقافية العامة للابتكار والتخصص. ويكمن الأمل في أنه بمجرد تحديد سلسلة العمليات ومعرفة الخيارات، يمكن عندئذ استنتاج العمليات المعرفية والمعايير الثقافية بشكل مبدئي. غالباً ما يتطلب تحديد الخيارات التي جرت تحليلاً مخبرياً مفصلاً للمواد لتحديد الخصائص غير القابلة للاختزال للقطع الأثرية. على سبيل المثال، يتطلب صهر النحاس مع القصدير أن يكون المرء قادراً على الوصول إلى نقطة انصهار النحاس (1083 درجة مئوية)، ولكن يمكن تحقيق هذه الدرجة الحرارية باستخدام مجموعة متنوعة من البوتقات و/أو هياكل الأفران، وكلها تتطلب تقنيات وخيارات أخرى لإنشائها - تتطلب البوتقات درجة معينة من مقاومة الحريق، ويتطلب توفير إمدادات الهواء عدة عمال في نفس الوقت، مع ما يترتب على ذلك من آثار على تنظيم العمل، وهكذا دواليك. وبالتالي، يمكن لهذا التحليل المخبري أن يتجاوز حدود المختبر لجمع أدلة لما أسماه بفافنبرغر "النظام الاجتماعي التقني"، حيث ترتبط التقنيات والثقافة المادية بالتنسيق الاجتماعي الأوسع للعمل.
يتجلى مثال قوي للمناهج المتبعة في علم الإنسان التقني باستخدام كل من البيانات الأثرية والتحليلية في سلسلة المجلدات التي تتناول علم المعادن القديم في شمال شرق تايلاند، ومركزها موقع بان شيانغ. أظهرت تحليلات علم الإنسان التقني لتفاصيل النظام القديم كيف نشأ نظام إنتاج وتصنيع معادن كفء ولكن لامركزي واستمر لآلاف السنين، وهو نظام خدم احتياجات اقتصادات العصر المعدني ذات الهياكل المتنوعة.
مفهوم ذو صلة بالخيار التقني هو "الأسلوب التقني"، وهو الفكرة القائلة بأن الثقافات لديها مناهج مميزة لمعالجة مجموعة واسعة من المواد، وهي مناهج يمكن أن تحمل رسائل رمزية. المثال الأكثر شهرة في الأدبيات هو ربط ليشتمان لتقنيات الإنكا في صياغة الذهب والنسيج التي تتشارك كلاهما في الانشغال بـ "الجوهر"، يجب أن يكون التصميم والذهب جزءاً لا يتجزأ من المنتج: لا يُسمح بالطلاء أو التطريز. ومع ذلك، لم يقم سوى عدد قليل من علماء الآثار بإنشاء هذا النوع من الربط المفاهيمي عبر المواد.
تقنية أخرى لإعادة بناء التقنيات الماضية هي علم الآثار التجريبي، حيث يحاول الباحثون المعاصرون إعادة بناء الممارسات التقنية الماضية. وهذا لا يسمح فقط بتحديد المتطلبات المادية للتصنيع، بل يقدم أيضاً فرضيات للإمكانيات المختلفة للتصنيع، جنباً إلى جنب مع المتطلبات الجسدية للإنتاج والاستخدام.

## علم الإنسان التقني والتقنيات الناشئة

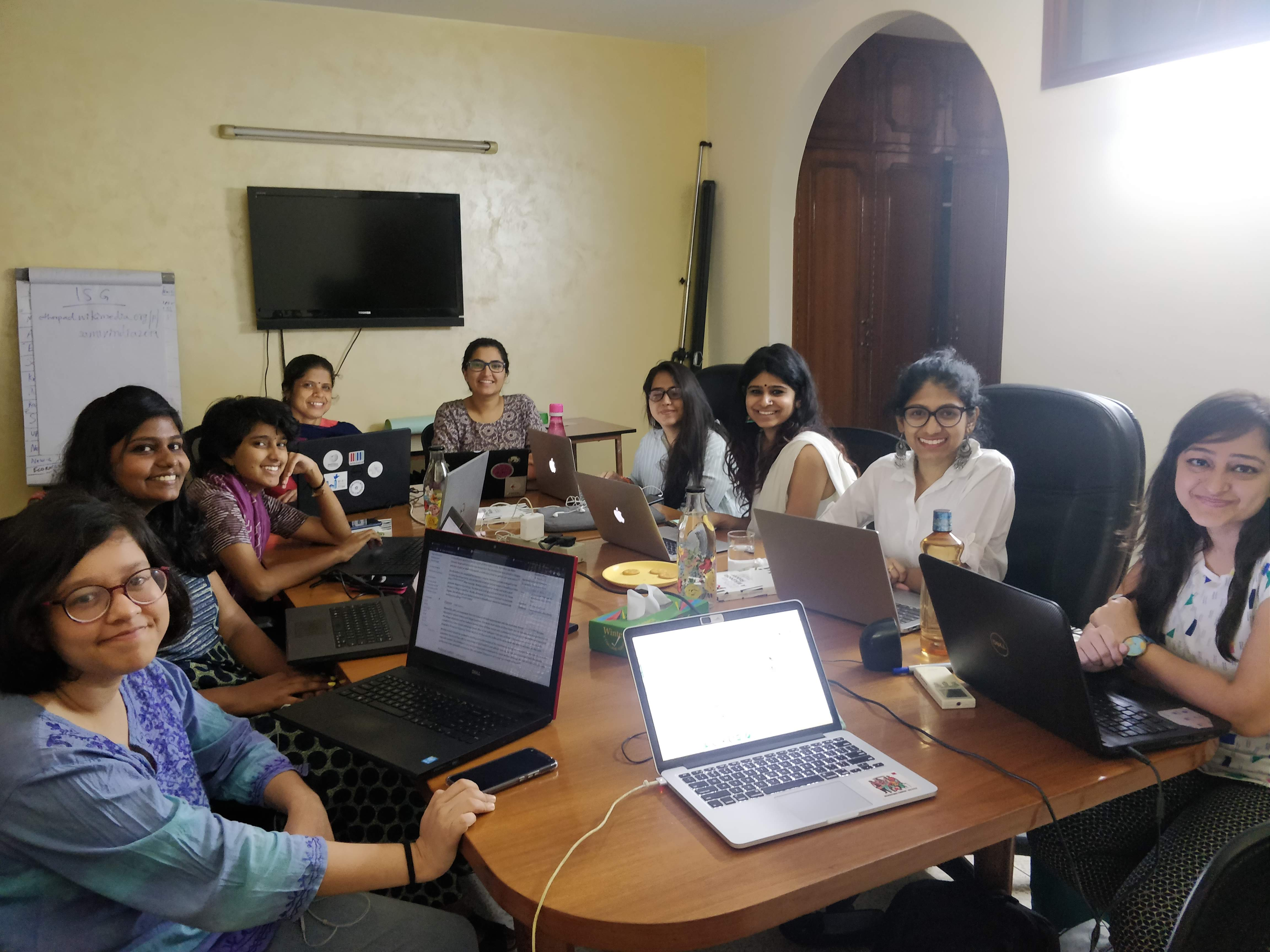
أحد الأمثلة على التطورات الحديثة في علم الإنسان التقني هو "ماراثون ويكيبيديا التحريري" تحت عنوان "1Lib1Ref" الذي أُقيم في نيودلهي. هدف هذا الماراثون إلى تحسين نقص المراجع في مقالات ويكيبيديا المتعلقة بالنساء في الهند، وقد جرى تسليط الضوء عليه في مقال "المشاع الإبداعي، الوصول المفتوح، البرمجيات الحرة/المفتوحة المصدر" ضمن المجلة الدولية لعلم الإنسان.

إن ما حفز تطور علم الإنسان التقني في العقد الأول من القرن الحادي والعشرين هو الانتشار المذهل للتقنيات المتقدمة في جميع أنحاء العالم وعبر الفجوات الاجتماعية. فمعظم السلوكيات التي تهم علماء الإنسان يزداد توسطها بالتقنيات. وفي الوقت نفسه، هناك حاجة ملحة لتطوير فهم أنثروبولوجي للتشكيل الثقافي للتقنيات الجديدة والناشئة، مثل الذكاء الاصطناعي. كما دعا عدد متزايد من الباحثات في علم الإنسان وما بعد الإنسانية، مثل دونا هاراواي، وآنا تسينج، وغابرييلا كولمان، وكيت كات برايبوك، وسيلفيا ليندتنر، إلى التركيز على المنظورات النسوية، وما بعد البشرية، والتحررية من الاستعمار، وما بعد الرأسمالية في التحقيقات الأنثروبولوجية المعاصرة للنظم الاجتماعية التقنية.
تتطلب دراسات علم الإنسان لظواهر مثل استخدام الهواتف المحمولة، وتسلسل الجينوم ما بعد الجينومي، والذكاء الاصطناعي ابتكارات منهجية كبيرة، مع تزايد مشاركة علماء الإنسان كمستشارين في عمليات التصميم. كما أصبحت دراسات علم الإنسان للحركات الرقمية مثل المشاع الإبداعي، والوصول المفتوح، والبرمجيات الحرة مفتوحة المصدر (FLOSS) جزءاً لا يتجزأ من فهم تأثير ثقافات الهاكرز والصناع والمطورين على المجتمع المعاصر - "الديناميكيات الحاسمة التي تتناسب علم الإنسان بشكل خاص مع فحصها".
يُشهد نضج وتنوع ونمو علم الإنسان التقني اليوم في علم الإنسان الاجتماعي والثقافي من خلال نشر دليل بالغراف لعلم الإنسان التقني عام 2022، وهو أول جهد كبير لتقييم وضع المجال في مجموعة متنوعة من المجالات. نشأت الأوراق من مؤتمر حول تقييم علم الإنسان التقني وهي تتعامل مع التقنيات الجديدة والناشئة، بدءاً من التقنية الرقمية، وأنماط جديدة للتكاثر البشري، والبنية التحتية للغذاء. ونتيجة لذلك، تفتقر الموسوعة إلى الإثنوغرافيات الخاصة بالتقنيات غير الصناعية، كما هو الحال في علم الآثار.

## العلماء المؤسسون
- مارسيل موس
- أندريه ليروي جورهان
- برونيسواف مالينوفسكي
- بيير ليمونييه
- مارسيا آن دوبريس
- سوزان لي ستار
- مايكل برايان شيفر
- تيم إنجولد